# Austropetaliidae
Austropetaliidae là một họ nhỏ các loài chuồn chuồn ngô chỉ có ở Chile và Úc.